# Anolis inexpectatus
Anolis inexpectatus este o specie de șopârle din genul Anolis, familia Polychrotidae, descrisă de Orlando H. Garrido și Estrada 1989. Conform Catalogue of Life specia Anolis inexpectatus nu are subspecii cunoscute.